# Віорел Сіміон
Віорел Сіміон (рум. Viorel Simion; нар. 19 жовтня 1981, Бухарест) — румунський професійний боксер напівлегкої ваги, призер чемпіонату світу (2005) та Європи (2002) серед любителів.

## Аматорська кар'єра
На чемпіонаті Європи 2002 став бронзовим призером, програвши у півфіналі Шахіну Імранову (Азербайджан) — 18-28.

### Виступ на Олімпіаді 2004
- У першому раунді переміг Раяна Лангхама (Австралія) — 40-15
- У другому раунді переміг Михайла Бернадського (Білорусь) — 38-13
- У чвертьфіналі програв Чо Сок Хван (Південна Корея) — 35-39

Наступного року здобув бронзу на чемпіонаті світу, програвши в півфіналі Олексію Тищенко (Росія) — 9-29.

## Професіональна кар'єра
19 травня 2006 року Віорел Сіміон провів перший бій на професійному рингу.
9 липня 2011 року виграв титул інтернаціонального чемпіона за версією WBC у напівлегкій вазі.
13 липня 2013 року втратив титул, зазнавши першої поразки в професійній кар'єрі від британця Лі Селбі одностайним рішенням суддів.
18 березня 2016 року виграв вакантний титул інтерконтинентального чемпіона за версією IBF.
29 квітня 2017 року відбувся бій Віорел Сіміон — Скотт Квігг (Велика Британія) за статус обов'язкового претендента на титул чемпіона за версією IBF. Результатом бою стала перемога Квігга одностайним рішенням суддів.